# Витаљина
Витаљина је насељено место у саставу општине Конавле, Дубровачко-неретванска жупанија, Република Хрватска.

## Географски положај
Витаљина је најјужније насеље у Хрватској, удаљено око 2 км од полуострва Превлака, а у свом саставу има пет засеока: Безбоге, Митровићи, Мислетићи, Доњи крај и Горњи крај.
Главно занимање мештана је пољопривреда.
У месту постоје црква Св. Спаса и капелица Св. Николе.

## Историја
До територијалне реорганизације у Хрватској налазила се у саставу старе општине Дубровник.

## Становништво
На попису становништва 2011. године, Витаљина је имала 211 становника.
| Број становника по пописима | Број становника по пописима | Број становника по пописима | Број становника по пописима | Број становника по пописима | Број становника по пописима | Број становника по пописима | Број становника по пописима | Број становника по пописима | Број становника по пописима | Број становника по пописима | Број становника по пописима | Број становника по пописима | Број становника по пописима | Број становника по пописима | Број становника по пописима |
| --------------------------- | --------------------------- | --------------------------- | --------------------------- | --------------------------- | --------------------------- | --------------------------- | --------------------------- | --------------------------- | --------------------------- | --------------------------- | --------------------------- | --------------------------- | --------------------------- | --------------------------- | --------------------------- |
| 1857                        | 1869                        | 1880                        | 1890                        | 1900                        | 1910                        | 1921                        | 1931                        | 1948                        | 1953                        | 1961                        | 1971                        | 1981                        | 1991                        | 2001                        | 2011                        |
| 335                         | 359                         | 392                         | 497                         | 492                         | 518                         | 422                         | 565                         | 423                         | 379                         | 360                         | 340                         | 316                         | 300                         | 242                         | 211                         |

### Попис1991.
На попису становништва 1991. године, насељено место Витаљина је имало 300 становника, следећег националног састава:
| Попис 1991.‍  | Попис 1991.‍  | Попис 1991.‍ | Попис 1991.‍ | Попис 1991.‍ |
| ------------ | ------------ | ----------- | ----------- | ----------- |
|              |              |             |             |             |
| Хрвати       | Хрвати       |             | 281         | 93,66%      |
| Југословени  | Југословени  |             | 3           | 1,00%       |
| Црногорци    | Црногорци    |             | 3           | 1,00%       |
| Срби         | Срби         |             | 2           | 0,66%       |
| Муслимани    | Муслимани    |             | 1           | 0,33%       |
| остали       | остали       |             | 1           | 0,33%       |
| неопредељени | неопредељени |             | 2           | 0,66%       |
| непознато    | непознато    |             | 7           | 2,33%       |
| укупно: 300  |              |             |             |             |